# Brian Tuhiana
Brian Tuhiana (ur. 4 maja 1982) – piłkarz z Papui-Nowej Gwinei grający na pozycji obrońcy, reprezentant kraju.

## Kariera klubowa
Tuhiana rozpoczął swoją karierę klubową w 2004 roku w klubie Cosmos Port Moresby, w którym grał do 2009 roku. Od sezonu 2009–2010 do 2010–2011, grał w Hekari United Port Moresby. Obecnie zawodnik ten jest bez przynależności klubowej.

## Kariera reprezentacyjna
Podczas eliminacji do Mistrzostw Świata w 2006 roku, Tuhiana reprezentował swój kraj tylko w jednym spotkaniu; był to pojedynek rozegrany 19 maja 2004 r. pomiędzy Papuą-Nowa Gwineą a reprezentacją Samoa, w którym Tuhiana zagrał całe spotkanie; jego reprezentacja zwyciężyła nad Samoańczykami (4-1). Był on także rezerwowym w pozostałych meczach tych eliminacji, jakie rozegrała Papua-Nowa Gwinea (Vanuatu, Fidżi, Samoa Amerykańskie, odpowiednio: remis, porażka, zwycięstwo); zawodnicy z tego kraju zajęli trzecie miejsce w tabeli; nie dało ono awansu do następnej fazy eliminacji. 